# 마이클 아이스너
마이클 다만 아이스너(영어: Michael Dammann Eisner, 1942년 3월 7일 ~ )는 미국의 기업인으로, 1984년부터 2005년까지 월트 디즈니 컴퍼니의 최고 경영자였다.